# Frederiek Nolf
Frederiek Nolf né le 10 février 1987 à Courtrai et mort le 5 février 2009 à Doha, est un coureur cycliste belge.

## Biographie
Frederiek Nolf commence le cyclisme à 12 ans aux Groeningespurters de Courtrai, après avoir pratiqué le football et le judo. Il rejoint ensuite les kluisbergspurters de Lendelede en catégorie débutant. Il ne remporte pas de course, mais ses bons résultats lui permettent de rejoindre le Cycling Team Menen, de Menin. Après un premier succès à Roulers, il devient champion provincial et national de la catégorie débutant en 2003.
Toujours à Menin lors de son passage en catégorie junior en 2004, il remporte 9 courses. Il rejoint l'année suivante l'Avia Waasland et remporte cette fois 10 courses, en Belgique et à l'étranger.
En 2006, Frederiek Nolf passe en catégorie espoir dans l'équipe Beveren 2000, réserve de l'équipe professionnelle Quick Step. Cette première saison est rendue difficile par une fracture de la hanche due à une chute à l'entraînement en janvier. En 2007, il signe trois succès, dont le Mémorial Philippe Van Coningsloo et Pittem-Sint-Godelieve, et des places d'honneur à Paris-Roubaix espoirs (6e), au Triptyque des Barrages (7e) et au Grand Prix de Waregem (12e). Il est engagé pour 2008 par l'équipe professionnelle Topsport Vlaanderen.
Durant sa première saison en tant que coureur professionnel, il termine 4e de la Flèche des ports flamands, 13e du Tour de Vendée, 14e du championnat de Belgique et 19e du Championnat des Flandres. En février 2009, il participe au Tour du Qatar avec son équipe. Le 5 février 2009, il est trouvé mort dans son lit d'hôtel à Doha.

## Palmarès
- 2005
  - Kuurnse Leieomloop
  - La Bernaudeau Junior
  - Classement général de la Route de l'Avenir
  - 2e étape du Tour de Toscane juniors
  - 1re étape du Tour du Valromey
  - Trophée des Flandres
  - 2e du Tour des Flandres juniors
- 2006
  - 2e du Tour de Moselle
- 2007
  - Mémorial Philippe Van Coningsloo
  - 3e du Stadsprijs Geraardsbergen

## Classements mondiaux
| Année           | 2006 | 2007 | 2008 |
| --------------- | ---- | ---- | ---- |
| UCI Europe Tour | 829e | 328e | 711e |